# William Fowler
William Alfred Fowler (ur. 9 sierpnia 1911 w Pittsburghu, Pensylwania, zm. 14 marca 1995 w Pasadenie, Kalifornia) – amerykański fizyk i astrofizyk, laureat Nagrody Nobla w dziedzinie fizyki w roku 1983 za teoretyczne i doświadczalne badania reakcji nuklearnych, które miały kluczowe znaczenie w kosmicznej syntezie pierwiastków.

## Życiorys
Od roku 1936 pracownik naukowy. Od roku 1942 profesor California Institute of Technology (CalTech) w Pasadenie. Prace Williama Fowlera dotyczą zastosowań fizyki jądrowej w zagadnieniach ewolucji gwiazd, wytwarzania energii w ich wnętrzu oraz powstawania pierwiastków chemicznych we Wszechświecie (nukleosynteza). W latach 1955–1957 opublikował, wspólnie z G. i M. Burbridge'ami oraz F. Hoyle'em, cykl prac na temat reakcji jądrowych w gwiazdach, opisując podstawowe zasady powstawania ciężkich pierwiastków chemicznych i ich izotopów. W roku 1967 wykonał, z R. Wagonerem i F. Hoyle'em, szczegółowe obliczenia dotyczące procesu tworzenia lekkich pierwiastków we wczesnym Wszechświecie.
W 1963 roku American Astronomical Society przyznało mu nagrodę Henry Norris Russell Lectureship. W roku 1983 otrzymał Nagrodę Nobla w dziedzinie fizyki (obok Subrahmanyana Chandrasekhara) za prace w dziedzinie teorii pierwotnej nukleosyntezy jąder cięższych od tlenu.

## Odznaczenia
- National Medal of Science[2]
- Medal za Zasługi[3]